# Joachim Popke

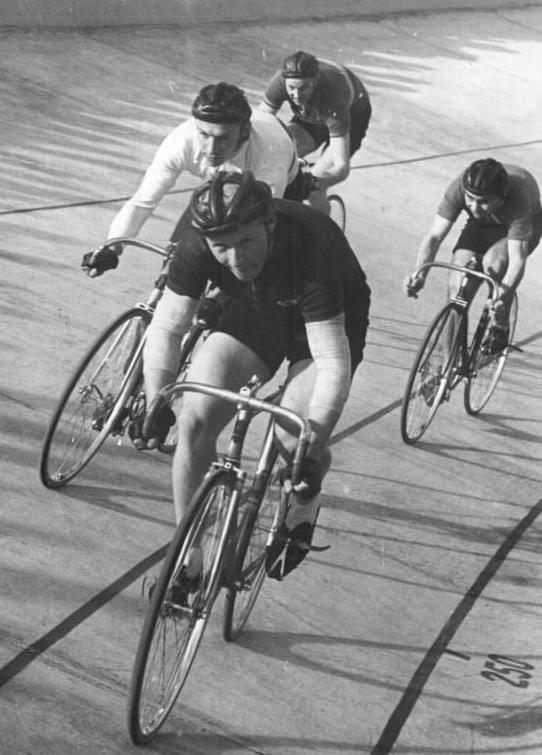
Werner Malitz vor Joachim Popke

Joachim Popke (* 1935 in Berlin) ist ein ehemaliger deutscher Radrennfahrer und nationaler Meister im Radsport.

## Sportliche Laufbahn
Popke war Bahnradsportler und in der DDR aktiv. Er war Spezialist für Kurzstreckenrennen auf der Bahn. 1956 gewann er die nationale Meisterschaft im Tandemrennen mit Rolf Nitzsche als Partner. 1955 kamen beide auf den dritten Platz. In der Meisterschaft im Sprint wurde er 1957 beim Sieg von Lothar Stäber Dritter. 
1956 nahm er an den innerdeutschen Ausscheidungsrennen für die Olympischen Sommerspiele in Melbourne im Tandemrennen teil, konnte sich aber gegen Günther Ziegler und Fritz Neuser nicht durchsetzen, die dann in Melbourne starteten.
Popke startete für den SC Einheit Berlin, später für den Nachfolgeverein SC Dynamo Berlin. Sein Trainer war der frühere Olympiasieger Carl Lorenz.